# Hard-Fi
Hard-Fi est un groupe de rock alternatif britannique, originaire de Staines, dans le Middlesex, en Angleterre. Formé en 2002, il est composé de Richard Archer au chant, à la guitare et l'harmonica, de Kai Stephens à la basse, de Steve Kemp à la batterie et, jusqu'au 6 mai 2013, de Ross Phillips à la guitare,  ils sortent en 2005 leur premier album studio, Stars of CCTV, puis Once Upon a Time in the West en 2007 et Killer Sounds en 2011.

## Biographie

### Avant Hard-Fi (1997–2001)
Après l'échec de son premier groupe Contempo, Richard Archer décide de rentrer dans sa ville natale de Staines. Il déclare « qu'il est revenu chez lui car il était à court d'argent et qu'il le vécut comme un choc », en référence au décès de son père à la suite d'un long combat contre le cancer. Il dit aussi que les gens du milieu musical ont tenté de dissuader son manager, Warren Clarke, de continuer à travailler avec lui. Les gens lui disaient « Ne t'embête pas avec Archer, il n'est pas bien, tu perds ton temps avec lui ». Et quand le chanteur souhaite de l'argent pour enregistrer de nouvelles chansons, ses producteurs refusent et mettent fin à leur contrat.

### Débuts (2001–2004)
Alors que Richard Archer enregistrait des démos dans le but de produire un album, il va dans un magasin de hifi à Staines afin d'écouter ses dernières chansons sur le meilleur équipement du magasin. Ross Philipps, l'un des vendeurs, lui demande qui a enregistré la guitare et Richard Archer lui répond qu'il en est l'auteur. Ross Philipps lui dit alors que « c'est de la merde » et se voit proposer de jouer de la guitare sur les prochains enregistrements. Les deux autres membres du groupe les rejoignent peu de temps après, Steve Kemp étant un vieil ami du chanteur et Kai Stephens quittant sans trop de difficulté son travail chez Rentokil Initial. La nouvelle formation signe chez le nouveau label indépendant Necessary Records, créé par Warren Clarke.

### Stars of CCTV(2002–2006)
La grande majorité de l'album est enregistrée dans des environnements inhabituels tels que des chambres, des pubs ou un bureau de taxi désaffecté qu'ils ont acheté pour 300 £ et renommé Cherry Lips à cause de la couleur des murs. Le groupe tente de rendre le son plus environnemental en plaçant un micro dans le corridor, ce qui ajoute de l'écho aux bruits extérieurs. Ainsi, il est possible d'entendre les gens qui marchent ou les avions qui passent au-dessus du bâtiment dans certaines chansons. Les enregistrements sont ensuite ré-écoutés dans la BMW de leur producteur Wolsey White.
Le chanteur se rappelle « qu'ils n'avaient pas d'argent mais que le temps était un luxe qu'ils avaient. Alors ils ont passé une année à tout planifier, enregistrer par eux-mêmes, faire les illustrations de l'album et même créer leur site web puisqu'ils avaient un livre de la bibliothèque qui expliquait comment faire ». Avec un budget d'une centaine de livres, ils produisent alors en octobre 2004 1 000 copies des enregistrements sous la forme d'un mini-album. Ils tentent de faire faire de la publicité en envoyant au Staines Observer un communiqué de presse et une photo. Mais lorsque l'article parut, le journal « semblait plus intéressé par le fait que Richard Archer était un ancien élève de Thamesmead School ». Cependant, applaudis par la critique, ils écoulent rapidement tout leur stock, puis passent à la radio. Le chanteur dit que « tout est allé très vite, c'est devenu fou en l'espace de deux mois, ce qui était très surprenant ». Hard-Fi commençant à se faire connaître, des exemplaires de leur première production apparaissent sur des sites de ventes, tels qu'eBay, pour 25 £.
En décembre 2004, le groupe signe auprès de la major Atlantic Records, qui leur donne une chance de ré-enregistrer leur album dans les célèbres studios Abbey Road ainsi que dans d'autres studios renommés, mais Hard-Fi préfère rester au Cherry Lips afin de conserver le son des premiers enregistrements.
Les 18 et 19 juin 2005, Hard-Fi fait la première partie de Green Day avec Taking Back Sunday et Jimmy Eat World lors de leurs deux concerts au National Bowl de Milton Keynes,. C'est Simple Plan qui devait tenir cette place au départ, mais ils ont annulé quelques semaines auparavant et Hard-Fi a été reprogrammé au dernier moment. Le lancement de Stars of CCTV devait se faire le 7 juillet 2005 au Cheekes, le night club de Staines où ils ont tourné le clip de Hard to Beat, mais le concert est annulé à la suite des graves ennuis de santé de la mère de Richard Archer et aux attentats survenus à Londres le matin-même. Puis, le décès de sa mère les oblige à se retirer ensuite du Glastonbury Festival. La soirée de lancement est alors reprogrammée au 13 juillet avec un concert à Ladbroke Grove, une rue de Londres.

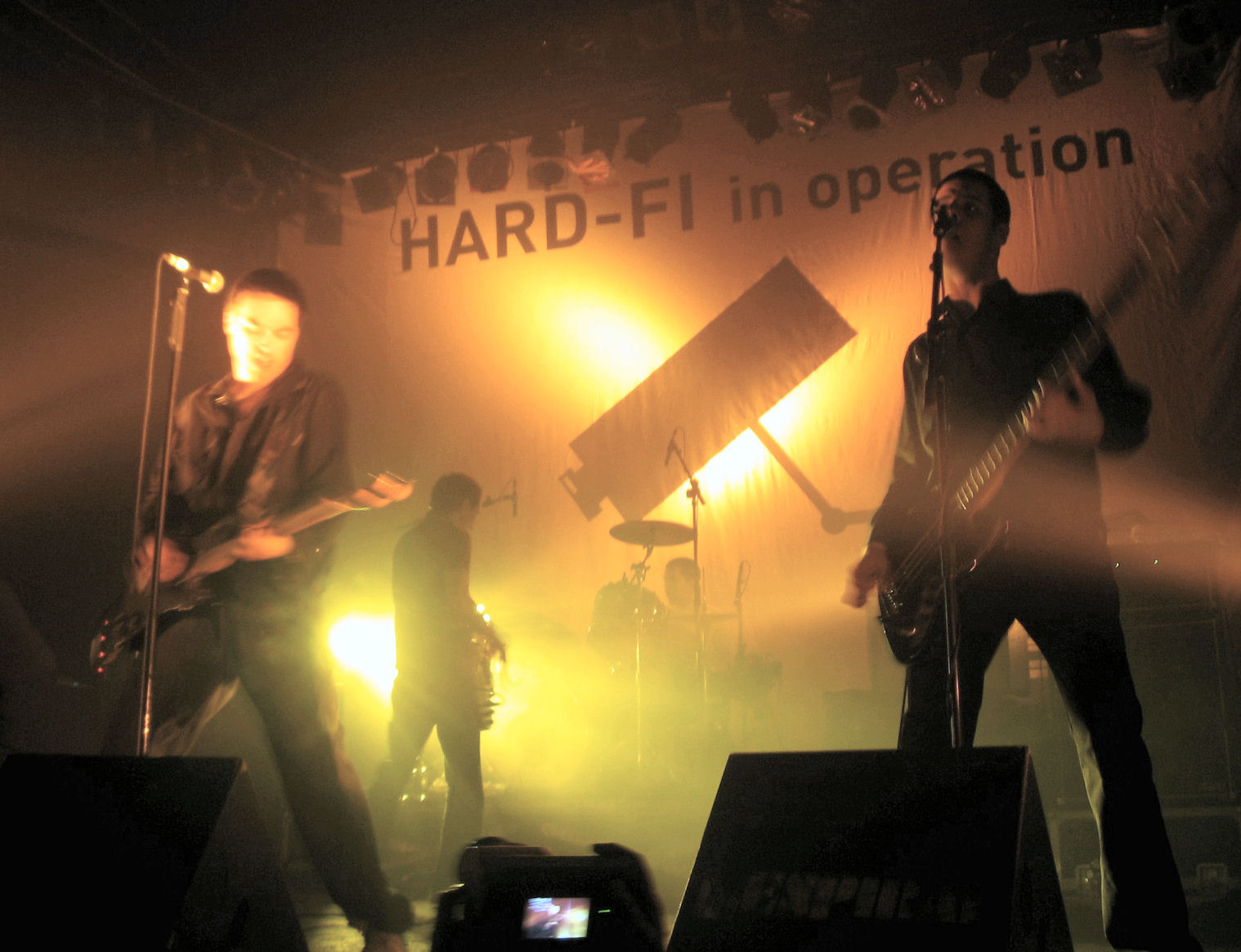
Hard-Fi sur scène à Madrid en 2006.

Après une grosse promotion orchestrée par Atlantic Records, l'album rentre de nouveau dans le classement britannique de ventes des albums à la quatrième place le 1er janvier 2006, soit deux places de mieux que ce qu'il avait fait à sa première entrée. Trois semaines plus tard, il passe numéro 1 du classement pendant une semaine. Le single Cash Machine, qui subit le même traitement, entre au quatorzième rang du classement des singles pour la nouvelle année. L'album est certifié double disque de platine au Royaume-Uni et il s'est écoulé à plus de 1,2 million exemplaires dans le monde, dont le quart est représenté par les ventes britanniques. En 2005, l'opus est nommé pour le Mercury Music Prize mais il est dépassé par I Am a Bird Now de Antony and the Johnsons.
En février 2006, le groupe est nommé dans les catégories « Meilleur groupe britannique » et « Meilleur groupe de rock britannique » aux Brit Awards en 2006. Richard Archer « ne pense pas qu'ils vont gagner, notamment avec des groupes comme Coldplay, Franz Ferdinand et Gorillaz ». C'est finalement Kaiser Chiefs qui rafle les deux récompenses.

### Once Upon a Time in the West(2006–2008)

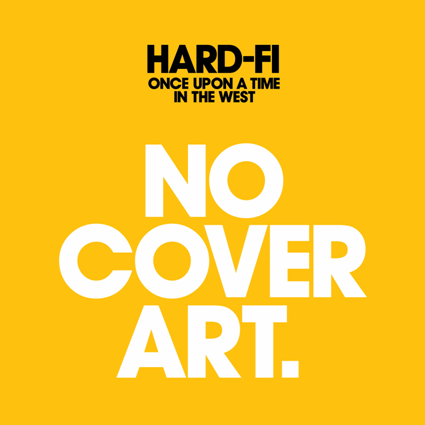
La pochette de l'album Once Upon a Time in the West.

Le groupe entame alors sa première grande tournée dont les places s'arrachent en quinze minutes. Ainsi, ils jouent à la Brixton Academy de Londres cinq nuits de suite. Juste après celle-ci, le 8 mai 2006, ils publient In Operation, la vidéo du concert qu'ils ont donné au London Astoria le 19 décembre 2005. Avec plusieurs démos en poche, ils décident qu'il est temps pour eux de retourner en studio. Malgré une proposition des studios Abbey Road, le groupe préfère trouver un endroit qui leur convient et c'est donc ainsi qu'ils retournent au Cherry Lips, qu'ils décident quand même de l'agrandir afin d'avoir plus de place. Parmi les différentes démos qu'ils ont déjà composées, le groupe et notamment Richard Archer décident de se concentrer uniquement sur dix d'entre elles puisqu'ils considèrent que ce sont les chansons qui iraient le mieux sur leur prochain album. Le chanteur-compositeur souhaite passer au moins une année sur le travail de celui-ci en retravaillant les morceaux et en essayant de les améliorer. Dans cet objectif, Hard-Fi joue de nouveaux titres en concert afin de voir comment ils sont perçus par le public.
À travers une série de vidéos diffusées sur YouTube, MySpace et iTunes, le groupe partage l'enregistrement de son second opus. Dans une interview à Digital Spy, Richard Archer dénonce le comportement de leur label, qui a été « sur leur dos dès le début de l'enregistrement ». Il ajoute qu'« à chaque morceau qu'ils enregistraient, le label le voulait pour la veille car ils ne voulaient prendre aucun risque sur le contenu » et comme « le groupe travaillait et expérimentait dans leurs nouvelles installations sans que le label n'y ait aucun contrôle, ils ont commencé à avoir peur et à parler de changement de studio et de producteur ». Le chanteur « leur a alors demandé d'aller voir ailleurs s'ils y étaient ».
Après un passage à la BBC Radio 1 le 28 juin 2007 pour y présenter leur premier single, Suburban Knights, celui-ci est publié le 20 août. Once Upon a Time in the West est quant à lui lancé par le groupe le 3 septembre au Virgin Megastore de Oxford Street à Londres. Un concert qui reprend quelques chansons de l'album et une séance de dédicace complètent la promotion dans le magasin. Le lendemain, Hard-Fi joue aux studios Maida Vale de la Radio 1 devant un petit groupe de personnes qui a gagné ses places par la radio,. Le 9 septembre, soit une semaine après sa sortie, l'album est à la première place du classement des ventes britanniques. Il est également dans le top 5 en Irlande et au Pérou. Au Royaume-Uni, il est disque d'argent, soit plus de 60 000 copies vendues.
La pochette de l'album ne bénéficie pas d'illustrations particulières mais plus d'une publicité se voulant différente. Richard Archer justifie ce choix en disant que le groupe « voulait sortir de l'habituel ». Il est ainsi appelé « l'album blanc de la culture numérique » par Peter Saville.

### Killer Sounds(depuis 2009)
Le 15 décembre 2008, Hard-Fi publie un message pour leurs fans dans lequel il est dit qu'« ils reviendront l'année prochaine avec un nouvel album violent ». Puis, le 2 février 2009, Ross Phillips annonce sur le Myspace officiel du groupe que « lui et les autres sont de retour au Cherry Lips afin de travailler dur sur de nouveaux morceaux. Ça sonne pas mal au passage. Nous sommes vraiment satisfaits de voir la forme que l'album prend. Nous espérons vous proposer quelques morceaux à écouter dans les prochains mois ».
Plus d'un an et demi plus tard, le 29 octobre 2010, le groupe écrit sur son site qu'ils commencent la production de leur nouvel album avant de poster sur leur page Facebook le 14 février 2011, un message déclarant que six des onze chansons étaient mixées. Il est dit également que les producteurs Stuart Price et Greg Kurstin travaillent avec eux sur leur troisième album. Le 7 mars, ils annoncent qu'ils l'ont pratiquement achevé. Richard Archer met son statut Facebook à jour et parle de « retour en studio pour mixer la dernière chanson de l'album », tout en confirmant que « des concerts seront donnés plus vite qu'on le pense ».
Le 28 avril, le single Good for Nothing est joué en exclusivité lors de l'émission Hottest Record in the World de Zane Lowe sur la BBC Radio 1. Lors de celle-ci, le chanteur annonce que l'album se nomme Killer Sounds. Le 7 mai, Good for Nothing passe lors de l'émission Soccer AM avant que le clip ne soit mis en ligne le 20 sur YouTube. Il est publié en single le 17 juin et entre dans l'UK Singles Chart à la 10e place et dans l'UK Rock Chart à la 2e. Le deuxième single, Fire in the House, sorti le 7 août, précède de quinze jours l'album Killer Sounds. Celui-ci entre directement à la 9e place de l'UK Albums Chart.
Le 6 mai 2013, le groupe annonce via sa page facebook le départ de Ross Phillips, qui a décidé de se consacrer à des projets personnels.

## Style musical
La musique d'Hard-Fi est un mélange de post-punk, de rock indépendant et de punk rock façon The Clash. Richard Archer cite aussi la musique de danse, la musique soul et le ska parmi leurs influences. Sur Stars of CCTV, le son est très brut, les guitares fréquentes et puissantes, alors que sur Once Upon a Time in the West, il y a plus d'orchestration avec l'utilisation de cordes.
Au niveau des paroles, le groupe ne souhaitait pas écrire des textes autour de leurs propres vies. Ils ont donc préféré avoir leur propre style en abordant des sujets comme la classe ouvrière alors qu'ils viennent de Staines, une banlieue qui se suffit à elle-même. Certaines chansons, notamment Suburban Knights et Living for the Weekend, traitent toujours du train de vie en banlieue mais se concentrent aussi sur les ambitions qu'on peut y avoir. D'autres morceaux, tels que Feltham is Singing Out, évoquent le réalisme social. Ce dernier titre s'inspire de l'histoire de Zahid Mubarek, un britannique d'origine asiatique assassiné à la Feltham Young Offenders Institution par son compagnon de chambre.
Hard-Fi aborde tout de même des thèmes moins contemporains, puisqu'ils évoquent les difficiles prémisses des relations romantiques dans Better Do Better et Move On Now. Puis dans Help me Please, une chanson de Richard Archer qui dit combien c'est dur pour lui de ne pas pouvoir partager avec ses parents la joie qu'il a de participer à un groupe à succès alors que jusqu'à la mort de sa mère, il n'avait connu que des échecs avec ses groupes. Dans la même lignée, le titre The King est à propos de son retour à Staines où il trouve tout différent et réalise que tous ceux qu'il connaissait ou aimait ont disparu. Il décrit par ailleurs le morceau Little Angel comme le combat entre Christina Aguilera et The Clash dans un club de northern soul.

## Autour du nom
« Hard-Fi » est le nom d'un son produit par Lee Scratch Perry à son studio d'enregistrement Black Ark. Étant des admirateurs de son travail, les membres du groupe décident de reprendre l'appellation. Richard Archer dit « que depuis il cherche désespérément la biographie où il l'a lu, mais peut être qu'il l'a rêvé ».

## Membres

### Membres actuels
- Richard Archer - chant, guitare, harmonica
- Kai Stephens - basse, chœurs
- Steven Kemp - batterie

### Anciens membres
- Ross Phillips - guitare, chœurs

## Discographie

### Albums studio
- 2005 - Stars of CCTV
- 2007 - Once Upon a Time in the West
- 2011 - Killer Sounds
- 2024 - Don’t Go Making Plans (Ep)

### Compilations
- 2014 - Best of 2004–2014
- 2025 - Stars of CCTV (Réédition Deluxe 2CD "20ème anniversaire")